# Mistrzowski rzut
Mistrzowski rzut – amerykański film sportowy z 1986 roku oparty na faktach.

## Główne role
- Gene Hackman – Trener Norman Dale
- Barbara Hershey – Myra Fleener
- Dennis Hopper – Wilbur „Shooter” Flatch
- Sheb Wooley – Cletus
- Fern Persons – Opal Fleener
- Chelcie Ross – George
- Robert Swan – Rollin

i inni

## Fabuła
Rok 1954. Małe miasteczko w stanie Indiana. Trafia tam trener koszykówki. Jego przeszłość jest tajemnicza, a on sam o niej nie mówi. W miasteczku jest słaba drużyna koszykówki. Nowy trener chce uczynić z niej mistrzów.

## Nagrody i nominacje
Oscary za rok 1986
- Najlepsza muzyka – Jerry Goldsmith (nominacja)
- Najlepszy aktor drugoplanowy – Dennis Hopper (nominacja)

Złote Globy 1986
- Najlepszy aktor drugoplanowy – Dennis Hopper (nominacja)